# 烏林
乌林，在今湖北省洪湖市，与长江南岸的赤壁市隔江相望，又名乌林矶，地貌为多丘陵。
东汉末年（公元208年），曹操率领号称百万的大军南下，与孙权、刘备联军对峙赤壁。最终孙、刘联军以火攻计大败曹军。火攻地点就是现今的江南赤壁市和江北的洪湖市。对于火烧赤壁的地点历史上有存疑，一说为文赤壁；一说为真赤壁。